# Against the Wall
«Against the Wall» es una canción de la banda sudafricana de metal alternativo Seether. Fue lanzado el 8 de abril de 2018 como el tercer y último sencillo de su séptimo álbum de estudio Poison the Parish (2017). La canción alcanzó el puesto número 19 en la lista Billboard Mainstream Rock Songs en 2017.

## Antecedentes
La canción fue lanzada como el tercer sencillo de su sexto álbum de estudio Poison the Parish en abril de 2018. Como alternativa al lanzamiento del estudio y del sencillo, la banda también lanzó una grabación acústica separada de la canción.
La versión acústica cuenta con la voz del líder Shaun Morgan y la guitarra acústica de Clint Lowery de Sevendust, quien ha sido miembro de la banda en giras cuando no está activo con Sevendust. También se lanzó un video musical de la versión acústica de la canción, en el que Morgan y Lowery interpretan la canción en el estudio en blanco y negro.

## Composición y temas
La canción fue descrita como una canción de rock de medio tiempo similar al trabajo de Foo Fighters. La versión de estudio y la versión individual de la canción presentan una producción densa y en capas de guitarras eléctricas, bajo y batería, mientras que la grabación acústica independiente es una producción más suave y dispersa de solo voces ásperas y guitarra acústica.

## Posicionamiento en lista
| Lista (2018)                               | Posición |
| ------------------------------------------ | -------- |
| Estados Unidos Mainstream Rock (Billboard) | 19       |